# Neosuchia
Clade
Familles de rang inférieur
- voir texte

Les Neosuchia ou néosuchiens (« nouveaux crocodiles ») constituent un clade non classé de crocodylomorphes Mesoeucrocodylia qui regroupe tous les crocodiliens modernes encore existants et leurs plus proches parents fossiles. Il est défini comme le clade le plus complet qui contient tous les crocodylomorphes plus étroitement liés à Crocodylus niloticus (le crocodile du Nil) qu'à l'espèce éteinte Notosuchus terrestris. Neosuchia est très diversifié et peut être polyphylétique, car ce clade a subi de nombreuses révisions depuis qu'il a été créé en 1988. Les Neosuchia sont apparus au début du Jurassique le plus ancien connu étant le goniopholidé Calsoyasuchus qui a vécu au cours des étages Sinémurien et Pliensbachien.

## Caractéristiques
Une encoche entre les dents maxillaire et prémaxillaire est une caractéristique basale des Neosuchia, bien qu'elle se perde dans des formes les plus évoluées, notamment les alligatoridés.

## Classification
- Mesoeucrocodylia
  - NEOSUCHIA
    - Famille Elosuchidae
      - Genre Elosuchus

    - (Sans rang) Sebecia
      - Genre Hamadasuchus
      - Genre Sebecus
      - Genre Stolokrosuchus
      - Genre Uberabasuchus
      - Famille Peirosauridae
        - Genre Peirosaurus
        - Genre Lomasuchus
        - Genre Montealtosuchus

    - Famille Mahajangasuchidae
      - Genre Kaprosuchus
      - Genre Mahajangasuchus

    - Genre Itasuchus
    - Famille Atoposauridae
      - Genre Atoposaurus
      - Genre Karatausuchus
      - Genre Pachycheilosuchus
      - Genre Alligatorellus
      - Genre Alligatorium
      - Genre Montsecosuchus
      - Genre Theriosuchus

    - Genre Eutretauranosuchus
    - Famille Dyrosauridae
    - Famille Pholidosauridae
    - Famille Goniopholididae
    - Famille Stomatosuchidae
      - Genre Laganosuchus
      - Genre Stomatosuchus

    - Genre Bernissartia
    - Genre Gilchristosuchus
    - Genre Rugosuchus
    - Genre Susisuchus
    - Famille Paralligatoridae
    - Sous-ordre Eusuchia